# Desbeke
Desbeke (andere Schreibweisen: Dessebeke oder Desbike) ist ein wüst gefallener Ort im sauerländischen Brilon.
Der Ort lag zwischen Brilon und Hoppecke am Nordhang des Bilsteins, in der Nähe der heutigen Bundesstraße 7. Früher wurde die Flur In der Desmeke genannt. Am Pfad nach Haus Romberg  wurden im 20. Jahrhundert beim Pflügen Mauerreste gefunden, vermutlich stand hier der Haupthof. 1310 werden als Lehensnehmer Heinrich von Beringhausen und Jakob von Hortepe mit jeweils zwei Höfen sowie Hermann Schwarte und Lambert von Ostwig mit jeweils einem Hof genannt. In den Arnsberger Güterverzeichnissen wurde der Ort im 14. Jahrhundert erwähnt. 
Der Ort ist wie viele andere Orte im späten Mittelalter dem großen Wüstungsprozess zum Opfer gefallen. Es hat sich dabei wohl um einen schleichenden, langsamen Vorgang gehandelt, der um 1300 einsetzte. Über die Gründe für das Verlassen des Ortes gibt es unterschiedliche Theorien. Angedacht wird beispielsweise die Anziehungskraft der Stadt Brilon. Ein weiterer Grund waren Pestepidemien und das Bedürfnis der Bewohner, in befestigten Städten Schutz zu suchen.